# Hamstrar
Hamstrar (Cricetinae) är en underfamilj av gnagare i familjen Cricetidae som omfattar 18 arter uppdelade i sju släkten. Vissa auktoriteter placerar dem som en släktgrupp i underfamiljen sorkar. Vissa arter, främst guldhamster och dvärghamstrar är populära husdjur i stora delar av världen.
Gemensamt för arterna inom familjen är att de har en grov och tjock kropp, korta ben, en mycket kort och tunnhårig svans samt mycket stora framtänder. Därutöver har de tre kindtänder i varje kindpåse. De förekommer vilt på fält i tempererade Europa och Asien. De gräver djupa hålor med flera kamrar där de om hösten samlar sina förråd.

## Släkten och arter
Enligt Wilson & Reeder (2005) utgörs underfamiljen av 18 arter fördelade på sju släkten.
- Släkte Mesocricetus
  - Guldhamster (Mesocricetus auratus)
  - Mesocricetus brandti
  - Mesocricetus newtoni
  - Mesocricetus raddei
- Släkte Phodopus
  - Campbells dvärghamster (Phodopus campbelli)
  - Roborovskis dvärghamster (Phodopus roborovskii)
  - Rysk vintervit dvärghamster (Phodopus sungorus)
- Släkte Cricetus
  - Europeisk hamster (Cricetus cricetus)
- Råtthamstrar (Cricetulus)
  - Cricetulus alticola
  - Cricetulus barabensis
    - Kinesisk dvärghamster (Cricetulus barabensis griseus)

  - Cricetulus kamensis
  - Cricetulus longicaudatus
  - Cricetulus migratorius
  - Cricetulus sokolovi
- Släkte Allocricetulus
  - Allocricetulus curtatus
  - Allocricetulus eversmanni
- Släkte Cansumys
  - Cansumys canus
- Släkte Tscherskia
  - Tscherskia triton